# Iglesia de Nuestra Señora del Rosario de Chiquinquirá (El Santuario)
La Iglesia de Nuestra Señora del Rosario de Chiquinquirá es un templo religioso de culto católico bajo la advocación de la Virgen del Rosario ubicada al frente del Parque José María Córdova del municipio de El Santuario, Colombia. Hace parte de la Diócesis de Sonsón-Rionegro.

## Reseña histórica
Originalmente, los habitantes de El Santuario debían desplazarse hasta Marinilla, parroquia a la cual pertenecían, para recibir misa. Por su parte, el capitán Don Antonio Gómez de Castro, quien con su familia y sus peones se estableció en un terreno de dos leguas en la confluencia de las quebradas Marinilla y Bodegas, solicitó permiso al visitador general de la diócesis para construir una capilla, la que deseaba dedicar a Nuestra Señora del Rosario de Chiquinquirá, el mismo le fue concedido el 11 de mayo de 1765, en el cual el poblado era elevado a viceparroquia de Marinilla; el párroco de ésta, Fabián Sebastián Jiménez Fajardo, fue el encargado de bendecir la primera piedra, como también el de dar la primera misa, el 13 de diciembre de 1766. La capilla estaba ubicada en lo que hoy es la Avenida Celerino Jiménez; al frente de la entrada principal del Instituto Tecnológico Industrial.
Sin embargo, la capilla se fue haciendo muy pequeña para albergar en ella la creciente población santuariana; motivo por el cual un hijo de Don Antonio, Don Ignacio, quiso construir una más grande, en el sitio donde hoy se encuentra el templo parroquial, la misma fue bendecida el 7 de octubre de 1792 por Jorge Ramón de Posada, párroco de Marinilla. Cabe anotar que el 7 de octubre es el día de Nuestra Señora del Rosario.
Casi exactamente 46 años después, el 5 de octubre de 1838, el Obispo de Antioquia Juan de la Cruz Gómez Plata elevó la capilla al rango de parroquia, siendo Nicolás Giraldo Zuluaga su primer párroco y Nuestra Señora del Rosario de Chiquinquirá, su patrona. El padre Nicolás Giraldo Z. fue párroco hasta 1857, pero desde 1853 comenzó la reconstrucción del templo edificado por Don Ignacio Gómez 65 años atrás, trabajo que concluiría el 12 de agosto de 1865 el padre Ramón María Zuluaga.
Como dato curioso, tres de los párrocos han ejercido como tal, entre ellos, por 105 años: Nicolás Giraldo, que ejerció como párroco por 19 años, Isaías Aristizabal, que ejerció por 34 años; y Mons. José Ignacio Botero, que se desempeñó como párroco por 52 años.

## Elementos de la iglesia
El reloj de la iglesia fue adquirido en París por Modesto Moreno e instalado en la torre central por el ingeniero Felipe Ethiene el 8 de diciembre de 1871, con un costo total de $932.oo, destacándose la donación realizada por el sr. Wenceslao Gómez, quien aportó $115.oo. Por su parte, la campana, cuya masa es de 24 arrobas, fue fundida en Medellín por Felipe Ethiene con un costo de $660.oo, siendo instalada el 2 de mayo de 1876. La custodia, elaborada en oro y plata, además de piedras preciosas de origen parisino, fue fabricada por Don Agapito Jaramillo, un orfebre de Rionegro; pagada totalmente por el padre Isaías Aristizabal.
El sagrario es de plata y su construcción se llevó a cabo entre 1895 y 1898, siendo elaborado, al igual que la custodia, por Agapito Jaramillo; en plata se elaboraron también la cruz alta, los ciriaes, la caldereta, el hisopo para el agua bendita, el incensario, el cáliz y un copón (estos dos últimos también tienen oro). De origen barcelonés son las imágenes, y los vitrales, bendecidos por Mons. Ignacio Gómez Aristizabal, Obispo de Ocaña el 1° de enero de 1987, fueron realizados por el santuariano Claver Ramírez.